# Номер авиарейса

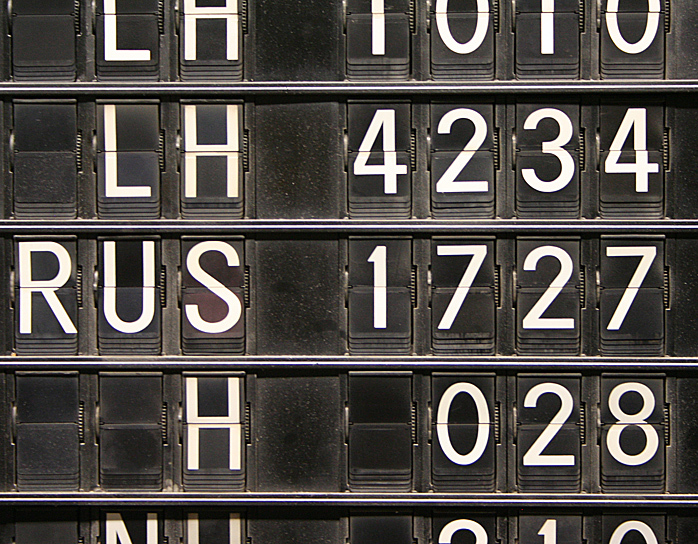
Номера рейсов на перекидном табло

Номер авиарейса, номер рейса (англ. flight number, англ. flight designator, англ. flight code) — обозначение регулярного рейса авиакомпании, уникальный идентификационный код рейса коммерческого авиасообщения.
Номер рейса всегда состоит, как правило, из двухбуквенного кода авиакомпании и трёх- или четырёхзначного числа, например, QF025 — рейс 025 авиакомпании Qantas. Номера рейсов указываются в расписании авиакомпании и авиабилетах вместе с пунктами отправления и прибытия и датой и временем вылета, а также на табло вылетов и прилётов в аэропортах. Каждая авиакомпания имеет собственную схему присвоения номеров рейсам с дифференциацией, например, между внутренними и международными рейсами, направлениями в узловой аэропорт и из него по трёхзначному или четырёхзначному или чётному и нечётному номерам. В случаях код-шеринга могут указываться номера всех участвующих авиакомпаний. Однозначные номера присваиваются редко и обычно по особым случаям, например, рейсам Concorde или памятным историческим рейсам. Номера свыше 9000 присваиваются обычно перегоночным рейсам. Номера рейсов, попавших в авиакатастрофу, обычно изымаются из обращения.